# Fossa Challenger
La fossa Challenger és el punt més profund de la Terra mesurat als oceans. Forma part de la fossa de les Mariannes i se'n troba al sud, a prop del grup d'illes Mariannes. La superfície terrestre més propera és l'illa Fais, una de les illes exteriors de l'illa Yap 289 km. al sud-oest i l'illa Guam 306 km. al nord-est. La fossa obté el seu nom gràcies al vaixell de la Marina Reial Britànica HMS Challenger, que va ser el descobridor de la fossa el 1875. Té una fondària d'11.033 metres (36.056 peus) (6,82 milles).

## Profunditat
La màxima profunditat mesurada de la fossa Challenger és sovint declarada com 10.923 m, però altres xifres existeixen. National Geographic estima la profunditat en 11.034 metres sota el nivell del mar. La pressió a aquesta profunditat és aproximadament 1.095 vegades la de la superfície. L'expedició de l'HMS Challenger va ser, entre el desembre de 1872 i el maig de 1876, la primera a sondejar les profunditats conegudes avui dia com la fossa Challenger. El primer sondeig va ser realitzat el 23 de març de 1875, a l'estació 225. La profunditat registrada va ser de 4.475 braces (8.184 m.), basada en 2 sondeigs separats. El llibre de Sir John Murray The Depths of the Ocean ("Les Profunditats de l'Oceà" en català) de l'any 1912, registra una profunditat de l'abisme de 9.635,9472 m. (31.614 peus). Sir John va ser un dels científics de l'expedició, un home jove en aquell temps. La pàgina 131 del llibre de Murray es refereix a la fossa. Tots els informes originals de l'expedició Challenger poden ser vistos per Internet a la Biblioteca Challenger.
El 1951, uns 75 anys després del seu descobriment, la fossa de les Mariannes al complet va ser explorada per la nau de l'Armada Reial Britànica HMS Challenger, anomenat així pel vaixell de l'expedició original. Durant aquesta travessia, la part més profunda de la fossa va ser mesurada usant sondatge per eco, una forma molt més precisa i senzilla de mesurar la profunditat que l'equip de sondatge usat en l'expedició original. El HMS Challenger va mesurar una profunditat de 5.960 braces (10.900 m.) en les coordenades 11° 19′ N, 142° 15′ E. El 23 de gener de 1960, el batiscaf suís Trieste, adquirit per la Marina dels Estats Units d'Amèrica, va descendir al fons oceànic. Tripulat per l'oceanògraf Jacques Piccard (que junt amb el seu pare Auguste Piccard va dissenyar el submergible usat en el descens) i el tinent Don Walsh. El 1984, un navili oceanogràfic japonès va estudiar el fons amb un sonar i va estimar la profunditat de l'abisme a 10.923 metres. El 2009 es va produir un nou descens a la fossa, amb el robot Nereus. El Nereus va mesurar la profunditat de la fossa i el resultat va ser de 10.902 m. (6,8 milles).

### Profunditat real
L'última vegada que va ser mesurada la fossa va ser l'1 de juny de 2009 amb el sonar Simrad EM120. Es va cartografiar el fons marí des del vaixell de la Marina dels Estats Units d'Amèrica RV Kilo Moana (T-AGOR-26). El sonar va calcular la fondària en 10.971 m. (35.994 peus) (6,82 milles). Aquest sonar només té un marge d'error del 0,2% (això es traduiria en un error d'uns 22 metres (72,18 peus).